# Derechos de Reproducción de obra intelectual en México
Son los derechos que posee el autor intelectual sobre su obra y abarcan desde el almacenamiento, hasta la transformación de esta.

## Antecedentes
Se considera que se remonta incluso a la época de los grabados o pinturas rupestres entre muchos otros escenarios y aunque, si bien, se debate la primera manifestación de noción de propiedad intelectual, es un hecho que desde la Antigüedad Clásica se generó una concepción, e incluso griegos y latinos idearon la imitatio como un método retórico para presentar un argumento transformado muy similar y en traslación de contextos, convirtiéndose en la práctica predilecta de los latinos sobre la literatura griega; sin embargo, representa ciertas distancias claras. Más adelante, Marcial ya habla de plagium en sus Empigramas y el Digesto juzgaba como hurto el robo de material escrito. 

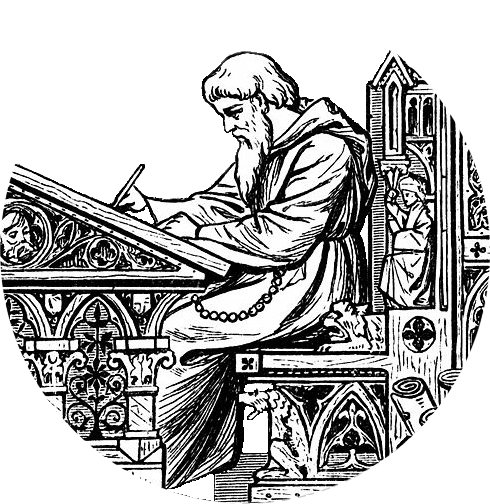
Amanuense.

Por un lado, las cosas fueron distintas durante la era copista (insertar: https://es.wikipedia.org/wiki/Copista), en donde no existió gran conflicto al respecto, puesto que los fines de la reproducción representaban la preservación del material y no proliferaban en cantidades exorbitantes ni los amanuenses ni sus copias porque resultaba bastante costoso encargarlas y esto definía la supervivencia de los contenidos; pero por otro lado, todo esto cambió con la aparición de la Imprenta de tipos móviles de Gutenberg (mediados del siglo XV) debido a que permitió un incremento inconmensurable en la producción de libros, y con ellos, vinieron los privilegios reales para su fabricación, distribución y venta. Este es el primer antecedente evidente de los derechos de reproducción, ya que su creación se estipuló para conceder dichos permisos a una figura específica dentro de una región delimitada y así controlar la revisión de contenido y el flujo de venta de la obra. El privilegio se podía conceder a: Autor, Editor, Impresor o Librero; no obstante, normalmente poseer una imprenta en ese momento suponía desempeñar todas esas figuras, o al menos la mayoría. Más tarde, en Inglaterra de 1557, los impresores se unieron y crearon un gremio para cerrar el circuito de especialización en la materia y también concentrar el oficio monopolizándolo. Así nació el imparable Stationer’s Company.
Mientras tanto, el edicto del 7 de febrero de 1545 de Venecia condenó la impresión, distribución, venta y en general, la puesta en circulación de impresos que no demostraran documentación de aprobación del autor o heredero so pena de confiscación y quema de material, más multa por cada libro impreso. E Inglaterra siguió su ejemplo para el edicto de 1642, por el que exigía autorización de autor o heredero y al que John Milton protestó porque consideró que no se protegía de modificación de obra. Después el Parlamento completó su control con el Licensing art por el que prohibía la publicación sin licencia de las autoridades y en esta ocasión fue John Locke quien se opuso. Fue casi treinta años después, en 1667, que se estipula el contrato de derechos sobre manuscrito y copias del Paraíso Perdido. Y junto con Milton y Locke, se suman Daniel Defoe en Inglaterra, Diderot en Francia y Lessing en Alemania, quienes no solo ya habían reflexionado sobre la figura del autor, sino que luchaban por ver que la vida del artista fuese sustentable por sí misma y se esforzaron por educar a sus contemporáneos en dejar de buscar mecenas y sumar fuerzas. Múltiples autores de todo tipo de obra se unieron en busca de este mismo derecho a lo largo de los siguientes siglos, incluidos también Kant y Hegel.
Finalmente, se creó en Inglaterra de 1710 el Estatuto de la Reina Ana por el que surgen los derechos de exclusividad sobre obras. De donde destaca el origen de los derechos privados sobre esta, que podían ser transmitidos a editores por un lapso de 14 años sujeto a una renovación adicional y posteriormente entraban a dominio público; el registro de título de obras y la donación de 9 ejemplares. Así, el último precedente del derecho de autor moderno es también es más relevante por la influencia que ejerció en sus vecinos.

## Definición
Los derechos de reproducción están contenidos en los derechos patrimoniales, también conocidos como de explotación, dentro, a su vez, de los tres derechos subjetivos.

La facultad o derecho de reproducción permite al autor intelectual de la obra autorizar, prohibir o limitar la reproducción, distribución, comunicación pública y transformación sobre esta. Al respecto, la LFDA dice en su artículo 16, fracción VI:
Esto es: la realización de uno o varios ejemplares de una obra en cualquier forma tangible, incluyendo también cualquier almacenamiento permanente o temporal por medios electrónicos [...]
Además, la noción contemporánea de reproducción contempla la fijación entendida como la incorporación de una obra a un soporte material.

Sobre esto la LFDA dice en su artículo 27, fracción I:                              
La reproducción, publicación, edición o fijación material de una obra en copias o ejemplares, efectuada por cualquier medio ya sea impreso, fonográfico, gráfico, plástico, audiovisual, electrónico, fotográfico u otro similar.

### Duración
La Nación Mexicana forma parte de los simpatizantes del Droit de suite ( Derecho de seguimiento/ participación/ persecución) francés y está incorporado al Convenio de Berna para la Protección de las obras Literarias y Artísticas. En dicho tratado se estipula que los derechos de explotación son vitalicios y concede un término post mortem auctoris por 50 años, sin embargo, faculta a los países miembros del Convenio de Berna la facultad de conceder plazos de protección más extensos. En uso de dicha facultad, México ha optado por legislar la duración de los términos post mortem de derecho de autor por 100 años. Terminado ese plazo, la obra entra al dominio público y puede ser utilizada libremente por cualquier persona sin necesidad de consulta ni autorización.   

### Excepciones o Limitaciones del Derecho de Reproducción
El derecho de reproducción pierde validez cuando:
- Cita de textos (derecho de cita): Todos pueden citar cualquier material siempre y cuando no se trate de una reproducción substancial o simulada de una obra.
- Reproducción de obras reproducidas públicamente o difundidas sin prohibición de reproducción: para cualquier soporte o medio de comunicación, debe existir prohibición expresa por parte del titular sobre obras de actualidad, de no ser así, es posible reproducirlas.
- Reproducción de partes de una obra para la crítica e investigación.
- Reproducción para uso personal y privado.
- Reproducción por razones de preservación y seguridad en bibliotecas y archivos.
- Utilización de obras visuales que reproduzcan obras visibles desde lugares públicos.
- Por causa de Utilidad pública: Licencia no voluntaria por la que la SEP puede autorizar la publicación y traducción de obras “necesarias para la educación nacional” sin la autorización del titular de la obra, previamente contactado, a cambio de remuneración para el mismo.
- Exceso de tiempo: Todas las autorizaciones a terceros de reproducción de obra no podrán exceder de los 15 años, salvo que la dimensión o inversión de la obra dentro de un proyecto lo justifique; sin embargo, a falta de un acuerdo expreso, la ley asume que la autorización dura solo 5 años.

### Obras creadas bajo relación laboral
Entendiendo al autor como empleado de un patrón empleador, la titularidad del derecho de explotación sobre la obra deberá estipularse por escrito con el consentimiento de ambas partes en el contrato de trabajo.

#### A falta de tal acuerdo en el contrato de trabajo
La ley establece que el derecho de explotación pertenece tanto al patrón como al autor por partes iguales.

#### A falta de contrato
La ley establece que el derecho de explotación pertenece exclusivamente al autor.

## Leyes
Actualmente en México, las leyes básicas para la protección de autor y la reproducción de obra son:
LFDA: Ley Federal del Derecho de Autor/ Ley Döring
CPF: Código Penal Federal

## Discusión
Los usuarios siempre van a procurar su beneficio: consumo sin retribución económica, por lo que cuestionan la naturaleza del derecho de autor en general, pero especialmente con miras hacia reducirlo y eliminarlo. En este sentido parece que los bandos se definen entre autor y consumidor. Por su parte, los derechos humanos alcanzan la protección jurídicoautoral, pero por otro lado, también dictan derecho a la información y a la cultura; esto es, al acceso a ideas, sus formas expresivas y el beneficio de ellas. Sin embargo, este último punto puede alcanzar tanto al autor como al consumidor según Carbonell y Rodríguez, quienes consideran, en su diccionario de derecho institucional, que el derecho a la cultura asegura el acceso a la educación, participación libre en vida cultural (incluida creación artística y progreso intelectual) con sus beneficios.
Asimismo, con la entrada de las TIC fue necesario replantear la facultad de reproducción debido a que el almacenamiento incluso temporal ya infringe como un acto de reproducción, por lo que actualmente se han desarrollado 3 principales posturas:
| 3 Posturas sobre Derechos de Autor en internet en el siglo XXI | |                                                                          |                                                                                               |
|                                                                | Maximalistas                                                                                              | Minimalistas                                                             | Eclécticos                                                                                    |
| Influencia                                                     | Neoliberal (Escuela de Chicago)                                                                           | Libertaria                                                               | Neorromanista                                                                                 |
| Herramienta                                                    | Análisis económico del Derecho                                                                            | Incentivos económicos                                                    | Reforma                                                                                       |
| Descarta/ reducen                                              | 1. Derechos morales Razón: entorpecen la explotación comercial 2. Copia privada 3. Licencias obligatorias | Derechos de autor                                                        |                                                                                               |

| Propuesta                                                      | Mercado como regulador de la explotación de obra y contratación directa por costos bajos o inexistentes   | Esquemas de incentivos económicos con minimización de derechos de autor. | Defienden derecho de autor, exigen reforma de actualización para llegar a acuerdos flexibles. |

### Copyleft
Copyleft es tanto una filosofía como un sistema de licencias para programas computacionales. Nació como respuesta a las empresas productoras de software tradicionales que protegen sus códigos fuente y con ello entorpecen el ejercicio para su mejora. Así, Richard Stallman fundó una empresa de software libre gratuito, ganando solo de la prestación de servicio.
Aunque no podemos considerarlo un modelo para los derechos de autor por dos razones:  las artes son evidentes a diferencia de los códigos de software y esta iniciativa se contrapone directamente a copyright, pero México no tiene los mismos sistemas de contratación autoral. Sin embargo, esta iniciativa inspiró la creación de Creative Commons.

### Creative Commons
Es una entidad no lucrativa con su propio sistema de licencias para un repositorio de obras gratuitas consultables, transformables y reproducibles. Fundada por: Lessing, Eldred, Boyle, Carroll, Abelson y Saltzman. 
|                                       | Atribución | No derivada         | No derivada-no comercial       | No comercial                   | No comercial-Licenciamiento recíproco                | Licenciamiento recíproco                             |
| Copia                                 | Sí         | Sí                  | Sí                             | Sí                             | Sí                                                   | Sí                                                   |
| Distribución                          | Sí         | Sí                  | Sí                             | Sí                             | Sí                                                   | Sí                                                   |
| Comunicación Pública                  | Sí         | Sí                  | Sí, pero sin fines comerciales | Sí                             | Sí                                                   | Sí                                                   |
| Transformación                        | Sí         | Sin obras derivadas | No                             | Sí                             | Sí, pero obra derivada como licenciamiento recíproco | Sí, pero obra derivada como licenciamiento recíproco |
| Reconocimiento de autoría del creador | Sí         | Sí                  | Sí                             | Sí, pero sin fines comerciales | Sí, pero sin fines comerciales                       | Sí                                                   |

No obstante, esta propuesta solo funciona para autores que desean ceder parte de sus derechos en aras del dominio público y en materia jurídica todavía muchos lo consideran inválido e incluso lo descalifican como Xalabardel, quien plantea la incoherencia interna del proyecto: “quieren fomentar el uso libre y gratuito de obras mediante un mecanismo claramente propietario: la licencia.”

## Anexos

### Distribución o Circulación
La facultad de Distribución refiere a la circulación de ejemplares de la obra mediante soportes físicos con fines transaccionales sobre éstos. La LFDA en su artículo 27, fracción IV, abarca la posibilidad de disponer de la propiedad (compraventa, permuta, donación) o del uso (renta, comodato o préstamo gratuito) de la totalidad o parte de una obra. Y en su fracción V del mismo artículo, estipula que se puede autorizar o prohibir la importación al territorio nacional de copias de obra hechas sin autorización.

### Comunicación Pública
Refiere a la presentación o difusión de una obra sin permiso de reproducción o pertenencia de copias. Esto es a través de la exposición temporal de la obra con acceso público mediante algún soporte no reproducible. Por ejemplo: proyección única de películas, lectura de poemas, exposición de pintura, escultura o fotografía.